# Anders Sundström (1832–1897)
Anders Sundström (i riksdagen kallad Sundström i Hämra), född 28 maj 1832 i Sidensjö socken, Västernorrlands län, död 16 januari 1897 i Sidensjö, var en svensk hemmansägare och riksdagsman.
Sundström var hemmansägare i Hämra i Sidensjö församling. Som riksdagsman var han ledamot av andra kammaren under första lagtima riksdagen 1887 och under mandatperioden 1888–1890, invald i Nätra och Nordingrå domsagas valkrets. Han var också landstingsman i Västernorrlands län.